# Palacio Pisani Moretta
El palacio Pisani Moretta es una construcción histórica italiana situada en el sestiere (barrio) de San Polo de Venecia, junto al Gran Canal, entre el palacio Barbarigo de la Terraza y el palacio Tiepolo y frente al palacio Garzoni.

## Historia
El edificio se construyó en la segunda mitad del siglo XV, por lo que se lo considera tardo-gótico, por encargo de la familia Bembo. En 1629 fue residencia de una rama de la familia patrícia de los Pisani, en concreto de los Pisani Moretta, cuyo nombre deriva de una deformación de Almorò Pisani, fundador de la dinastía familiar. Francesco Pisani Moretta, último descendiente varón de la familia, cedió en herencia la propiedad a su hija Chiara en 1737, quien casaría con un membro de la familia Pisani dal Banco, que llegarían a ser grandes terratenientes. Siendo Chiara propietaria se realizaron numerosas reformas, entre ellas la substitución de la primitiva escalera exterior por una escalinata interior, realizada por Andrea Tirali, y la decoración de las estancias con frescos pintados por los artistas en boga del momento.
A lo largo del tiempo, el palacio ha ido pasando por diferentes manos, todas ellas vinculadas a las familias originarias, las cuales acogieron como invitados a personajes históricos como Josefina de Beauharnais o José II del Sacro Imperio Romano Germánico. Gracias a las restauraciones de los últimos tiempos y a la recuperación de sus colecciones artísticas y mobiliario original, el palacio Pissani ha vuelto a adquirir parte del esplendor del que durante siglos fue objeto.

## Descripción
La fachada del palacio, un ejemplo interesante de gótico florido veneciano, se divide en tres secciones, a partir de impostas imponentes de factura renacentista. Las plantas principales exhiben dos órdenes de ventanas múltiples modeladas según la logia del Palacio Ducal, pero con características propias, ya que presentan cuadrifolios en la primera planta que resaltan la curva de las ojivas, mientras que en la segunda planta se encuentran en la cúspide. En los laterales hay dos parejas de ventanas ojivales por cada planta, rodeadas por cornisas dentadas y en línea con la triple partición tradicional.
La planta baja, a nivel del Canal, posee dos portales con arco apuntado hasta la altura del entresuelo. Originariamente hubo dos portales más en los extremos de la fachada. Durante el siglo XIX se añadió la planta abuhardillada, cuyo volumen ha sobrecargado visualmente al palacio.
En el interior, remodelado con elementos barrocos y neoclásicos, destaca la primera planta principal, organizada en torno a una gran sala de recepción de cerca de 24 metros de longitud decorada con frescos de Jacopo Guarana y que presenta salas laterales, en dos de las cuales hay obras de Giovanni Battista Tiepolo y de Pietro Longhi. La segunda planta noble posee una pequeña capilla y presenta un esquema similar a la planta inferior, si bien, la gran sala se halla dibidida en dos, albargando la biblioteca y la sala de baile.